# Zhang Meiling
Zhang Meiling (ur. 11 marca 1985) – chińska judoczka.
Uczestniczka mistrzostw świata w 2010 i 2011.  Startowała w Pucharze Świata w 2010 i 2011. Brązowa medalistka mistrzostw Azji w 2011. Wicemistrzyni Azji Wschodniej w 2012 roku.